# Wolfenstein (Computerspielreihe)
Wolfenstein ist die Bezeichnung einer Reihe von Computerspielen, die 1981 vom amerikanischen Studio Muse Software ins Leben gerufen wurde und unter id Software seit 1992 größere Bekanntheit erlangte. Der erste von id Software entwickelte Titel, Wolfenstein 3D, gilt als einer der maßgeblichen Titel, der die grundlegende Merkmale des Genres der First-Person-Shooter definierte. Seit der Übernahme ids 2009 durch Zenimax ist Wolfenstein eine Marke von Bethesda Softworks, die Verantwortung für die Fortführung der Reihe liegt derzeit beim schwedischen Entwicklerstudio MachineGames.

## Markenhistorie
Das erste Spiel der Reihe wurde von Muse-Gründer Silas Warner entwickelt. Es handelte sich um einen Schleich-Shooter, in der die Spielfigur mit begrenzten Hilfsmitteln aus dem Foltergefängnis Wolfenstein ausbrechen muss. Aufbau und Grafikdesign erinnerte dabei noch an frühe Computer-Rollenspiele, mit einer Vogelperspektive auf die Räume, während Spielfiguren und Gegenstände in einer Seitenperspektive dargestellt sind. 1984 erschien mit Beyond Castle Wolfenstein ein Nachfolger.
Da die Markenrechte von Muse nach deren Insolvenz 1986 ausgelaufen waren, konnte sich id Software Anfang der 1990er diese sichern und seinen von Castle Wolfenstein inspirierten Shooter unter diesem Titel vermarkten. Die Ausgangsprämisse blieb gleich: der jüdischstämmige, amerikanische Soldat William „B.J.“ Blazkowicz wird von Nazis gefangen genommen und muss aus dem Gefängnis Burg Wolfenstein fliehen. Spielerisch war Wolfenstein 3D dagegen eine Weiterentwicklung der von id in Hovertank 3D und Catacomb 3-D festgelegten Shooter-Spielmechaniken und wurde der erste großer Verkaufserfolg des Studios. Übertroffen wurde der Erfolg ein Jahr später bereits von Wolfensteins geistigen Nachfolger Doom, das den Aufstieg des Shooter-Markts maßgeblich zementierte. 1996 brachte ids Quake den Durchbruch der Echtzeit-3D-Grafik. Diese beiden Marken bestimmten in dieser Phase ids Planungen weitgehend, während die Wolfenstein-Marke ungenutzt blieb. Ab 2001 erschienen – beginnend mit Return to Castle Wolfenstein – neue Spiele, die jedoch allesamt extern von Partnerstudios entwickelt wurden.
2009 übernahm Zenimax id Software mit allen Marken und Lizenzen, ebenso 2010 das damals junge schwedische Entwicklerstudio MachineGames. Letzteres erbat sich das Recht einen neuen Titel in der Wolfenstein-Reihe zu entwickeln. Seither trug MachineGames die Verantwortung für die Weiterentwicklung der Marke.

## NS-Thematik und Indizierung in Deutschland
Mit Ausnahme von Enemy Territory ist allen Spielen gemein, dass der Protagonist allein gegen Soldaten Nazi-Deutschlands kämpft. Bereits der Erstling Castle Wolfenstein wurde 1987 wegen Kriegsverherrlichung und positiver Bewertung von Tötungshandlungen indiziert.
Auch die unter id entstandenen Werke landeten zumeist auf dem Index für jugendgefährdende Medien, im Fall von Wolfenstein 3D bspw. für die „spielimmanente Verherrlichung des Selbstjustizgedankens sowie die positive Bewertung und Gewichtung anreißerisch gestalteter Todesszenarien“. Aufgrund eines Urteils des Oberlandesgerichts Frankfurt aus dem Jahr 1998 wurde ein Rechtsradikaler wegen der Verbreitung des Spiels nebst anderer NS-Inhalte über das Internet wegen NS-Propaganda im Sinne von §§ 86 und 86a StGB verurteilt. Das führte zu der lange Zeit weit verbreiteten Auffassung, dass die Darstellung verbotener Symbole (insbesondere der Hakenkreuzflagge) in Computerspielen auf dem deutschen Markt nicht erlaubt sei, mit Wolfenstein 3D als häufig zitiertem Beispiel. Diese Urteilsauslegung galt lange als umstritten, es fanden sich aber auch keine Musterklagen zur Feststellung der tatsächlichen Rechtslage. War die Bewertung von NS-Symbolik in Spielen seitens der staatlichen Kontrollbehörden zu Beginn der 1990er noch vergleichsweise kontextbezogen, unaufgeregt und nicht zwingend von vornherein ablehnend, schlug sich dies erst aufgrund der Urteilsauslegung ab 1998 in Selbstzensur der Spielehersteller und schließlich auch den Wertungskriterien der USK und Bundesprüfstelle für jugendgefährdende Medien nieder. In Deutschland erschienen die neueren Teile der Wolfenstein-Reihe deshalb in einer abgeänderten Fassung, bei denen die Nazi-Symbole entfernt und teilweise Namen geändert wurden.
Seit Auslegung der Sozialadäquanzklausel des § 86 Abs. 4 StGB auch im Sinne der Computerspiele wurden diese Beschränkungen seit 2018 mittlerweile vielfach rückgängig gemacht, wobei die Wolfenstein-Reihe abermals wichtige Impulse für die Debatte lieferte. 2019 wurden die Indizierungen von Wolfenstein 3D und Spear of Destiny aufgehoben. 2022 erfolgte auf Antrag von Bethesda eine Neuprüfung mit anschließender Alterseinstufung durch die USK, wodurch der freie Verkauf in Deutschland möglich wurde.

## Veröffentlichte Titel

### Unter Muse Software
| Titel                     | Jahr | Plattform                                | Entwickler    | Publisher     | USK       | Anmerkung                                   |
| ------------------------- | ---- | ---------------------------------------- | ------------- | ------------- | --------- | ------------------------------------------- |
| Castle Wolfenstein        | 1981 | Apple II, Atari-8-bit, Commodore 64, DOS | Muse Software | Muse Software | ungeprüft | In Deutschland von 1987 bis 2012 indiziert. |
| Beyond Castle Wolfenstein | 1984 | Apple II, Atari-8-bit, Commodore 64, DOS | Muse Software | Muse Software | ungeprüft |                                             |

### Unter id Software
| Titel                        | Jahr | Plattform                                                              | Entwickler                              | Publisher                                   | USK          | Anmerkung |
| ---------------------------- | ---- | ---------------------------------------------------------------------- | --------------------------------------- | ------------------------------------------- | ------------ | --- |
| Wolfenstein 3D               | 1992 | DOS, SNES, 3DO, Apple Macintosh, Atari Jaguar, Game Boy Advance, u. a. | id Software                             | Apogee Software                             | ab 16 Jahren | In Deutschland von 1994 bis 2019 indiziert und bundesweit beschlagnahmt bis 2019. Die ungeschnittene Fassung wurde 2022 von der USK geprüft. |
| Spear of Destiny             | 1992 | DOS                                                                    | id Software                             | FromGen Corp.                               | ab 18 Jahren | In Deutschland von 1999 bis 2019 indiziert. Die ungeschnittene Fassung wurde 2022 von der USK geprüft. |
| Return to Castle Wolfenstein | 2001 | Windows, Linux, Mac, PlayStation 2, Xbox                               | Gray Matter Interactive, Nerve Software | Activision, Aspyr Media, Raster Productions | ungeprüft    | In der deutschen Version wurden NS-Symbole und Anspielungen an das NS-Regime entfernt. Die deutsche Version des Spiels wurde von der USK ursprünglich ab 16 Jahren freigegeben. Die internationale und die deutsche Fassung wurden 2002 indiziert. Die Indizierung erfolgte vor dem 1. April 2003, als dies für USK-geprüfte Spiele noch möglich war. 2003 erschien unter dem Titel Return to Castle Wolfenstein: Tides of War eine Portierung für Xbox und unter dem Titel Return to Castle Wolfenstein: Operation Resurrection eine Portierung für PlayStation 2. |
| Wolfenstein: Enemy Territory | 2003 | Windows                                                                | Splash Damage                           | Activision                                  | ab 16 Jahren | Multiplayer-Shooter; Veröffentlichung als Freeware. |
| Wolfenstein RPG              | 2008 | Java ME, BREW, iOS                                                     | id Software, Fountainhead Entertainment | Electronic Arts                             | ungeprüft    | Rollenspiel mit rundenbasierten Kämpfen für Mobiltelefone. Keine Veröffentlichung in Deutschland. |
| Wolfenstein                  | 2009 | Windows, Xbox 360, PlayStation 3                                       | Raven Software, Pi Studios              | Activision                                  | ab 18 Jahren | Deutsche Version geschnitten und nach Veröffentlichung zurückgezogen. Originalfassung indiziert (Liste B) und wegen Verstoßes gegen § 131 StGB (Gewaltdarstellung) sowie § 86a StGB (Verwenden von Kennzeichen verfassungswidriger und terroristischer Organisationen). Die Beschlagnahme wegen § 86a StGB wurde im Juni 2019 aufgehoben, die Beschlagnahme wegen § 131 StGB besteht weiterhin. |

### Unter Bethesda
| Titel                            | Jahr | Plattform                                                 | Entwickler                   | Publisher          | USK          | Anmerkung |
| -------------------------------- | ---- | --------------------------------------------------------- | ---------------------------- | ------------------ | ------------ | --- |
| Wolfenstein: The New Order       | 2014 | Windows, Xbox One, PlayStation 4, Xbox 360, PlayStation 3 | MachineGames                 | Bethesda Softworks | ab 18 Jahren | Lokalisierte deutsche Version mit inhaltlichen Anpassungen. Seit 2019 ist auch die internationale Fassung mit NS-Symbolik in Deutschland erhältlich.                                                  |
| Wolfenstein: The Old Blood       | 2015 | Windows, Xbox One, PlayStation 4                          | MachineGames                 | Bethesda Softworks | ab 18 Jahren | Lokalisierte deutsche Version mit inhaltlichen Anpassungen. Seit 2019 ist auch die internationale Fassung mit NS-Symbolik in Deutschland erhältlich.                                                  |
| Wolfenstein II: The New Colossus | 2017 | Windows, Xbox One, PlayStation 4, Switch                  | MachineGames                 | Bethesda Softworks | ab 18 Jahren | Lokalisierte deutsche Version mit inhaltlichen Anpassungen. Seit 2019 ist auch die internationale Fassung mit NS-Symbolik in Deutschland erhältlich.                                                  |
| Wolfenstein: Cyberpilot          | 2019 | Windows, PlayStation 4                                    | MachineGames, Arkane Studios | Bethesda Softworks | ab 18 Jahren | Virtual-Reality-Spin-off für PlayStation VR, Windows Mixed Reality und HTC Vive. Veröffentlichung in Deutschland als lokalisierte Fassung mit Anpassungen und internationale Fassung mit NS-Symbolik. |
| Wolfenstein: Youngblood          | 2019 | Windows, Xbox One, PlayStation 4, Switch                  | MachineGames, Arkane Studios | Bethesda Softworks | ab 18 Jahren | Spin-off. Veröffentlichung in Deutschland als lokalisierte Version mit Anpassungen und internationale Fassung mit NS-Symbolik.                                                                        |